# FIFA 99
FIFA 99 este un joc marca EA Sports lansat pe 10 iunie 1998 în America de Nord și mai târziu în anul 1998 în Europa. A fost al șaselea joc din gama FIFA. A fost creat pentru Playstation, Nintendo 64 și PC. Se poate juca Single-player, Multiplayer și Multiplayer online.

## Coloana sonoră
- "The Rockafeller Skank (Remix)" - Fatboy Slim - tema principală
- Gotta Learn - Danmass
- Naked and Ashamed - Dylan Rhymes
- Passion (exclusiv pentru PC) - Gearwhore
- Raincry - God Within
- Rude Boy Rock - Lionrock

## Legături externe
- FIFA 99 la Mobygames

1. 1 2  redump.org
2. ↑  USK-Datenbank
3. ↑  USK-Datenbank